# Baltic Open 2019
Baltic Open 2019 — професійний тенісний турнір, що проходив на кортах з ґрунтовим покриттям. Це був перший турнір Baltic Open. Належав до серії International в рамках Туру WTA 2019. Відбувся в National Tennis Centre Lielupe в Юрмалі (Латвія), від 22 до 28 липня 2019 року.
Цей турнір замінив Moscow River Cup у рамках Туру WTA.

## Очки і призові

### Нарахування очок
| Дисципліна       | П   | Ф   | ПФ  | ЧФ | 1/8 | 1/16 | Q   | Q2  | Q1  |
| Одиночний розряд | 280 | 180 | 110 | 60 | 30  | 1    | 18  | 12  | 1   |
| Парний розряд    | 280 | 180 | 110 | 60 | 1   | Н/Д  | Н/Д | Н/Д | Н/Д |

### Розподіл призових грошей
| Дисципліна              | П       | F       | ПФ      | ЧФ     | 1/8    | 1/16   | Q2     | Q1   |
| Жінки, одиночний розряд | $43,000 | $21,400 | $11,500 | $6,175 | $3,400 | $2,100 | $1,020 | $600 |
| Жінки, парний розряд    | $12,300 | $6,400  | $3,435  | $1,820 | $960   | Н/Д    | Н/Д    | Н/Д  |

## Учасниці основної сітки в одиночному розряді

### Сіяні пари
| Країна    | Гравчиня            | Рейтинг1 | сіяна |
| --------- | ------------------- | -------- | ----- |
| Латвія    | Анастасія Севастова | 11       | 1     |
| Франція   | Каролін Гарсія      | 22       | 2     |
| Чехія     | Катерина Сінякова   | 40       | 3     |
| Білорусь  | Олександра Соснович | 42       | 4     |
| Росія     | Маргарита Гаспарян  | 59       | 5     |
| Росія     | Анастасія Потапова  | 69       | 6     |
| Німеччина | Татьяна Марія       | 70       | 7     |
| Латвія    | Олена Остапенко     | 79       | 8     |

- Рейтинг подано станом на 15 липня 2019.

### Інші учасниці
Нижче наведено учасниць, які отримали вайлдкард на участь в основній сітці:
- Яна Фетт
- Diāna Marcinkeviča
- Kamilla Rakhimova

Учасниці, що потрапили в основну сітку завдяки захищеному рейтингу:
- Патрісія Марія Тіг

Нижче наведено гравчинь, які пробились в основну сітку через стадію кваліфікації:
- Башак Ерайдин
- Барбара Гаас
- Валентина Івахненко
- Катажина Кава
- Паула Ормаечеа
- Ніна Стоянович

### Відмовились від участі
До початку турніру
- Віталія Дяченко → її замінила  Хлое Паке
- Івана Йорович → її замінила  Хань Сіньюнь
- Кая Канепі → її замінила  Ангеліна Калініна
- Дарія Касаткіна → її замінила  Варвара Флінк
- Вероніка Кудерметова → її замінила  Крістіна Кучова
- Катерина Козлова → її замінила  Патрісія Марія Тіг
- Віра Лапко → її замінила  Олена Рибакіна
- Юлія Путінцева → її замінила  Ана Богдан
- Євгенія Родіна → її замінила  Крістина Плішкова
- Алісон ван Ейтванк → її замінила  Їсалін Бонавентюре

### Знялись
- Маргарита Гаспарян
- Крістіна Кучова

## Учасниці основної сітки в парному розряді

### Сіяні пари
| Країна    | Гравчиня           | Країна    | Гравчиня          | Рейтинг1 | сіяна |
| --------- | ------------------ | --------- | ----------------- | -------- | ----- |
| Латвія    | Олена Остапенко    | Казахстан | Галина Воскобоєва | 72       | 1     |
| Австралія | Монік Адамчак      | КНР       | Хань Сіньюнь      | 117      | 2     |
| Румунія   | Ірина Бара         | Словенія  | Даліла Якупович   | 156      | 3     |
| Грузія    | Оксана Калашникова | Японія    | Ена Сібахара      | 165      | 4     |

- 1 Рейтинги подано станом на 15 липня 2019 року

### Інші учасниці
Нижче наведено пари, які отримали вайлдкард на участь в основній сітці:
- Ksenia Aleshina /  Kamilla Bartone
- Veronika Pepelyaeva /  Anastasia Tikhonova

## Переможниці та фіналістки

### Одиночний розряд
- Анастасія Севастова —  Катажина Кава, 3–6, 7–5, 6–4

### Парний розряд
- Шерон Фічмен /  Ніна Стоянович —  Олена Остапенко /  Галина Воскобоєва, 2–6, 7–6(7–1), [10–6]